# Chakhtinsk
Chakhtinsk (en kazakh : Шахтинск, en russe : Шахтинск) est une localité de l’oblys de Karaganda au Kazakhstan.

## Géographie
Chakhtinsk est située à 50 km au sud-ouest de Karaganda.
La localité est arrosée par quelques cours d’eau, le Cheroubaï-Noura (en russe : Шерубай-Нура) et le Tentek (en russe : Тентек). Elle possède également un lac (Sassik-Koul, en russe : Сасык-Куль).

## Histoire
En 1949, les géologues T. M. Fichmanoï et L. F. Tsoumlerom découvrent un gisement de charbon à une profondeur de 250 mètres, qui se révélera présenter une capacité de 4,5 milliards de tonnes. Ce charbon de haute qualité sera à l'origine du développement du centre de Tentekskievo, dès 1955.
La ville elle-même se constitue en 1961.

## Démographie
La localité est dite « à subjugation régionale ». Elle regroupe quatre villages, Chakhan (en russe : Шахан), Novodolinsky (en russe : Новодолинский), Dolinka (en russe : Долинка) et Seviero-Zapadny (en russe : Северо-Западный).
Le recensement de 2010 révèle une composition fortement marquée par la présence de populations russe (59 %), kazakhe (15 %), ukrainienne (7 %), tatare (5 %), allemande (4 %) et Biélorusse (3 %). Les autres ethnies (Coréens, Polonais, Bachkirs, Mordves, Tchouvaches, Tchétchènes, Lituaniens, Moldaves, Azéris et Grecs) représentent individuellement moins de 1 % de l’ensemble.

## Religion
La majorité de la population est chrétienne et de confession orthodoxe et il existe aussi une paroisse catholique. La deuxième religion est le sunnisme.